# Shine (film)
Shine è un film del 1996 diretto da Scott Hicks, con protagonista Geoffrey Rush, che interpreta il pianista David Helfgott, ruolo che gli ha permesso di vincere numerosi premi, tra cui un premio Oscar e un Golden Globe.

## Trama
Australia, inizi anni sessanta. Il giovane pianista David Helfgott manca di poco la vittoria in un concorso di pianoforte, con sommo dispiacere del padre Peter, un uomo estremamente possessivo, assolutamente ateo nonostante faccia parte della comunità ebraica locale, violento, ambizioso e aggressivo ai limiti della follia, che governa la famiglia con un regime ferreo.
Il riscatto per David arriva a diciotto anni, con numerosi riconoscimenti al merito musicale. All'invito per studiare gratuitamente negli Stati Uniti d'America, il padre si oppone e sottopone David ad estreme violenze, in modi simili alle sofferenze subite nell'infanzia. David riceve un'altra offerta gratuita di studi: andare a Londra per frequentare una scuola di musica molto importante, il Royal College of Music. Suo padre si oppone nuovamente e lo picchia davanti a tutta la famiglia con estrema ferocia, ma il ragazzo decide di partire ugualmente. Il padre, vedendo compromesso il rapporto con il figlio, distrugge ogni ricordo della carriera musicale di David.
A Londra David arriva in finale ad un concorso scolastico con il terzo concerto per pianoforte e orchestra di Rachmaninov vincendo, ma la tensione per la mancanza di fiducia del padre lo porta alla pazzia e finisce ricoverato per molti anni in una clinica psichiatrica, dove subisce anche l'elettroshock. Dopo il rilascio David viene ospitato a casa di una signora conosciuta in clinica, ed anche il padre lo raggiunge.
David si oppone al riavvicinamento col genitore, e i due si allontanano ulteriormente. In quest'occasione viene ricordato un aneddoto centrale nella storia del rapporto tra il padre e il figlio: i sogni di fama di Peter (padre di David) furono brutalmente infranti dal padre, e il suo desiderio è dare al figlio l'opportunità che gli fu negata. Peter muore solo e David lo perdona postumo. Un giorno, nel suo vagare per la città, si siede al pianoforte di un locale e, nonostante l'iniziale diffidenza delle persone, comincia a suonare, ottenendo una standing ovation. Da quel punto, anche se in maniera limitata, riacquista un minimo di equilibrio mentale e torna pian piano a suonare in alcuni concerti.

## Riconoscimenti
- 1997 - Premio Oscar
  - Miglior attore protagonista a Geoffrey Rush
  - Nomination Miglior film a Jane Scott
  - Nomination Migliore regia a Scott Hicks
  - Nomination Miglior attore non protagonista a Armin Mueller-Stahl
  - Nomination Migliore sceneggiatura originale a Jan Sardi e Scott Hicks
  - Nomination Miglior montaggio a Pip Karmen
  - Nomination Miglior colonna sonora a David Hirschfelder
- 1997 - Golden Globe
  - Miglior attore in un film drammatico a Geoffrey Rush
  - Nomination Miglior film drammatico
  - Nomination Migliore regia a Scott Hicks
  - Nomination Migliore sceneggiatura a Jan Sardi
  - Nomination Miglior colonna sonora a David Hirschfelder
- 1997 - Premio BAFTA
  - Miglior attore protagonista a Geoffrey Rush
  - Miglior sonoro a Jim Greenhorn, Toivo Lember, Livia Ruzic, Roger Savage e Gareth Vanderhope
  - Nomination Miglior film a Jane Scott e Scott Hicks
  - Nomination Migliore regia a Scott Hicks
  - Nomination Miglior attore non protagonista a John Gielgud
  - Nomination Miglior attrice non protagonista a Lynn Redgrave
  - Nomination Miglior sceneggiatura originale a Jan Sardi
  - Nomination Miglior montaggio a Pip Karmen
  - Nomination Miglior colonna sonora a David Hirschfelder
- 1997 - Screen Actors Guild Award
  - Miglior attore protagonista a Geoffrey Rush
  - Nomination Miglior cast
  - Nomination Miglior attore non protagonista a Noah Taylor
- 1997 - Chicago Film Critics Association Award
  - Nomination Miglior attore protagonista a Geoffrey Rush
  - Nomination Miglior performance rivelazione a Geoffrey Rush
- 1996 - National Board of Review Award
  - Miglior film
  - Migliori dieci film
- 1996 - Satellite Award
  - Miglior attore in un film drammatico a Geoffrey Rush
  - Miglior attore non protagonista in un film drammatico a Armin Mueller-Stahl
  - Nomination Miglior film drammatico a Jane Scott
  - Nomination Migliore regia a Scott Hicks
  - Nomination Migliore sceneggiatura originale a Jan Sardi
- 1997 - AACTA Award
  - Miglior film a Jane Scott
  - Miglior regia a Scott Hicks
  - Miglior attore protagonista a Geoffrey Rush
  - Miglior attore non protagonista a Armin Mueller-Stahl
  - Miglior sceneggiatura originale a Jan Sardi
  - Miglior colonna sonora originale a David Hirschfelder
  - Miglior sonoro a Toivo Lember, Roger Savage, Livia Ruzic e Gareth Vanderhope
  - Miglior montaggio a Pip Karmel
  - Miglior fotografia a Geoffrey Simpson
  - Nomination Miglior attore non protagonista a Noah Taylor
  - Nomination Miglior scenografia a Vicki Niehus
  - Nomination Migliori costumi a Louise Wakefield
- 1998 - Awards of the Japanese Academy
  - Nomination Miglior film straniero
- 1996 - Boston Society of Film Critics Award
  - Miglior attore protagonista a Geoffrey Rush
- 1997 - Critics' Choice Awards
  - Miglior attore protagonista a Geoffrey Rush
  - Nomination Miglior film
- 1996 - Los Angeles Film Critics Association Award
  - Miglior attore protagonista a Geoffrey Rush
  - Nomination Miglior attore non protagonista a Armin Mueller-Stahl
- 1996 - New York Film Critics Circle Award
  - Miglior attore protagonista a Geoffrey Rush
- 1996 - San Diego Film Critics Society Awards
  - Miglior attore non protagonista a Armin Mueller-Stahl
- 1997 - Southeastern Film Critics Association Awards
  - Nomination Miglior film
  - Nomination Miglior attore a Geoffrey Rush
- 1997 - Eddie Award
  - Nomination Miglior montaggio a Pip Karmel
- 1996 - Camerimage
  - Rana di bronzo a Geoffrey Simpson
  - Nomination Rana d'oro a Geoffrey Simpson
- 1997 - Dallas-Fort Worth Film Critics Association Award
  - Miglior attore a Geoffrey Rush
  - Nomination Miglior film
- 1997 - DGA Award
  - Nomination Miglior regia a Scott Hicks
- 1997 - Festival internazionale del cinema di Porto
  - Miglior regia a Scott Hicks
- 1997 - Film Critics Circle of Australia Awards
  - Miglior film
  - Miglior attore protagonista a Geoffrey Rush
  - Miglior attore non protagonista a Noah Taylor
- 1997 - Ciak d'oro
  - Miglior film straniero
- 1998 - London Critics Circle Film Awards
  - Attore dell'anno a Geoffrey Rush
- 1997 - National Society of Film Critics Awards
  - Nomination Miglior attore a Geoffrey Rush
- 1997 - PGA Award
  - Nomination Miglior produttore a Jane Scott
- 1997 - International Film Festival Rotterdam
  - Premio del Pubblico a Scott Hicks
- 1996 - Toronto International Film Festival
  - Metro Media Award a Scott Hicks
  - People's Choice Award a Scott Hicks
- 1997 - WGA Award
  - Nomination Miglior sceneggiatura originale a Jan Sardi e Scott Hicks
- 1998 - Premio Yoga
  - Peggior attore straniero a Geoffrey Rush
- 1997 - Art Film Festival
  - Chiave d'oro alla miglior regia a Scott Hicks
- 1998 - Australasian Performing Rights Association
  - Miglior colonna sonora a David Hirschfelder
- 1996 - Australian Writers' Guild
  - Miglior sceneggiatura originale a Jan Sardi
- 1996 - Awards Circuit Community Awards
  - Nomination Miglior attore protagonista a Geoffrey Rush
  - Nomination Miglior colonna sonora originale a David Hirschfelder
- 1997 - Chlotrudis Awards
  - Nomination Miglior attore a Noah Taylor
- 1997 - Florida Film Critics Circle Awards
  - Miglior attore a Geoffrey Rush
- 1996 - Ft. Lauderdale International Film Festival
  - Premio della Giuria al miglior film a Scott Hicks
  - Premio del Presidente al miglior attore a Noah Taylor
- 1996 - Hawaii International Film Festival
  - Premio del Pubblico al miglior film a Scott Hicks
- 1997 - Humanitas Prize
  - Nomination Miglior film a Jan Sardi e Scott Hicks
- 1997 - Online Film & Television Association
  - Miglior attore a Geoffrey Rush
  - Miglior attore in un film drammatico a Geoffrey Rush
  - Nomination Miglior film a Jane Scott
  - Nomination Miglior film drammatico a Jane Scott
  - Nomination Miglior regia a Scott Hicks
  - Nomination Miglior sceneggiatura originale a Jan Sardi
  - Nomination Miglior colonna sonora a David Hirschfelder
- 1996 - Society of Texas Film Critics Awards
  - Miglior attore a Geoffrey Rush
- 1996 - St. Louis International Film Festival
  - Premio del Pubblico a Scott Hicks